# Феноменологічна літературознавча школа
На початку XX ст. у філософії, а згодом літературознавстві поширилася феноменологія (грец. phainomenon — те, що з’являється, і logos — наука, слово) — науковий метод літературно-критичної інтерпретації словесних творів, що базується на з’ясуванні його мовно-смислових джерел і психологічних передумов виникнення. Засновник феноменології Е. Гуссерль досліджував проблему людської свідомості, актуальну і для розуміння мистецтва слова. Базовим поняттям у його концепції є інтенція (лат. intentio — намір, прагнення) — властивість свідомості сприймати, «присвоювати», осмислювати, називати те, що перебуває поза її сферою (людська свідомість — завжди свідомість чогось). У теорії літератури цю категорію застосував Роман Інгарден (1893—1970), який трактував літературний твір як об’єкт, що усвідомлюється через акт читання (читання як феномен — те, що з’являється у свідомості, вияв свідомості). Він розрізняв чотири взаємопов’язані рівні, які переводять літературний твір в «уявлюваний об’єкт» у свідомості читача:
1) звучання;
2 )значення;
3) багатозначність;
4) об’єкти в літературному творі.
Художнє сприймання твору постає як акт співтворчості («літературний твір є тим, на що спрямовані наші акти свідомості»), як акт «пізнавання твору». Феноменологічне вчення може бути застосоване для розкриття психології літературної творчості, оскільки творчість — це «акт свідомості», «переживання» (терміни Е. Гуссерля), «явлення чогось» (слова, образу, тексту). Джерелом твору є неповторне авторське Я — не як душа чи субстанція, а як трансцендентна (непізнавана) категорія.
В українському літературознавстві феноменологічна теорія поки що не має помітних досягнень, а її принципи застосовують лише як елементи комплексної методології (у зв’язку з герменевтикою, психоаналізом, семіотикою) у теоретичних та історико-літературних дослідженнях.